# Terre du Lac
Terre du Lac – jednostka osadnicza w Stanach Zjednoczonych, w stanie Missouri, w hrabstwie St. Francois.